# Quiz wang
Quiz wang (퀴즈왕?, Kwijeu wangLR), noto anche con i titoli internazionali Quiz King e The Quiz Show Scandal, è un film del 2010 scritto e diretto da Jang Jin.

## Trama
In seguito a un incidente, le persone presenti in quattro veicoli si recano alla stazione di polizia più vicina, dove vengono casualmente a conoscenza della risposta dell'ultima domanda di un celebre quiz che si sarebbe tenuto il giorno seguente. Il giorno seguente, ognuno all'insaputa dell'altro, si recano agli studi televisivi per cercare di vincere il gigantesco montepremi.